# Aéroport du Rocher-Percé
Ne doit pas être confondu avec Aéroport de Radisson Grande-Rivière.
L'aéroport du Rocher-Percé, (TC LID : CTG3) est un aérodrome public canadien situé à Grande-Rivière, près de Percé, au Québec.

## Infrastructures
L'aérodrome est équipé d'une piste asphaltée d'une longueur d'environ 5 000 pieds (1 524 m), et d'une largeur de 100 pieds (30 m), permettant d'accueillir des aéronefs à turbopropulseurs et certains modèles de turboréacteurs. La piste est munie d'un balisage lumineux télécommandé montrant le seuil et l'extrémité de la piste ainsi que la pente d'approche.
Une station météorologique automatisée (en) permet à l'avion-ambulance (de) du gouvernement du Québec de se poser en sécurité.
Une aérogare est située à même le tarmac. L'aérogare abrite les équipements de sécurité nécessaires aux opérations. L'aérogare est rénovée et agrandie en 2024.

## Histoire
L'aéroport est desservi de façon intermittente par des liaisons régulières dans les années 1990 et 2000, notamment par Air Pabok, puis par Air Montréal et Quebecair Express.
En 2000, le gouvernement fédéral propose d'allonger la piste de l’aéroport afin d'accueillir des avions à réaction nolisés en vue de faciliter la desserte aérienne du site touristique de Percé. Les travaux de réfection, de prolongement et de balisage de la piste sont réalisés en 2020 au coût de 11 M$. Une station météorologique est aussi ajoutée. La construction d'une nouvelle aérogare est en phase de planification. Les travaux pourraient permettre l'accueil de vols commerciaux et l'expédition de cargo, notamment du homard vivant pêché dans le golfe du Saint-Laurent.
De 1998 à 2018, l'aéroport connaît environ 400 mouvements d'aéronefs par an.